# ملا عیسی‌لار
ملا عیسی‌لار (به لاتین: Mollaisalar) یک منطقه مسکونی در جمهوری آذربایجان است که در شهرستان بردع واقع شده است. ملا عیسی‌لار ۷۱۹ نفر جمعیت دارد.